# Маиш
Маиш или Майша (устар. Маше, каз. Майша) — болотистое урочище, ранее озеро в Костанайском районе Костанайской области Казахстана. Находится в 5 км к востоку от села Половниковка.
По данным топографической съёмки 1957 года, площадь поверхности озера составляет 2,13 км². Наибольшая длина озера — 2,3 км, наибольшая ширина — 1,2 км. Длина береговой линии составляет 6,6 км, развитие береговой линии — 1,27. Озеро расположено на высоте 189 м над уровнем моря.